# 国际财经报道
《国际财经报道》，前身《全球资讯榜》和《环球财经连线》（2009年改版后），是中国中央电视台财经频道的一档午间财经新闻资讯节目，2009年8月24日至2019年10月20日之间播出。

## 概况
这节新闻报道每集包含节目预告及广告的时长约为38分钟，停播前于每日11:50-12:30播映。

## 沿革
- 《环球财经连线》于2009年8月24日随CCTV-2改版为财经频道而启播。同日，《全球资讯榜》取消播映。当时仅有午间版本，每集含广告时长为45分钟。后来缩为38分钟。
- 2009年9月14日，该节目于每日18:00-18:45增设傍晚版。
- 2010年8月31日起，傍晚版播映时间调为22:30-23:08，并更名为晚间版[1]。后来于2011年初期又有间歇性恢复。
- 2010年10月22日起，休市日或次日休市的交易日不再播映晚间版。
- 2011年5月5日，该节目与财经频道的其它资讯节目一同更换了镜面。同日起，该节目改用虚拟演播室技术制作，但又在三周后迁回原演播室。
- 2012年8月24日，该节目对片头及镜面进行了调整。
- 2014年1月1日，该节目正式开始高标清同步播出。
- 2015年5月1日，应财经频道全面搬迁，该节目亦开始在央视总部大楼制作播出，并与财经频道的其它资讯节目一同更换了镜面，标清版本画面制式亦改为16:9。
- 2015年7月13日，该节目启用全新片头。
- 2015年12月14日起，应财经频道节目编排调整，晚间版取消播出。
- 2016年7月18日，该节目对片头进行了调整，并改变播报方式，即主播由坐在主播台后播报改为站立于大屏侧播报。
- 2018年，该节目更名为《国际财经报道》。
- 2019年10月21日，配合CCTV-2改版，本节目停止播映，由《天下财经》取代。

## 主持人
每集节目由一位主持人负责播报。

### 离任
芮成钢、李斯璇、秦方、張靜、史小诺、谢颖颖、章艳、靳強、周运、姚雪松

#### 調往《天下财经》
周运、靳強、李斯璇、秦方、張靜、姚雪松、章艳

## 主题曲
该节目主题曲为《连接》，由音乐人常石磊创作并演唱。
最初，每集节目以其MV作结，后改以该歌曲配以当集最后一条新闻的片段作结。现时已不再播放。